# Garou (Sänger)

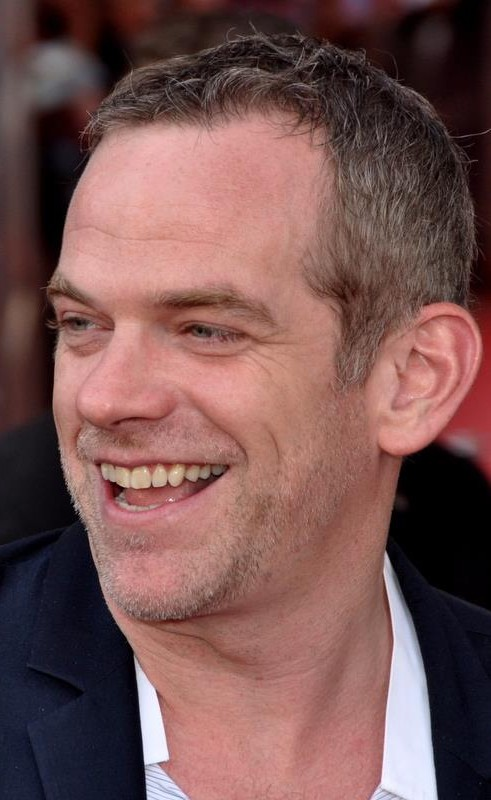
Garou (2013)

Garou (geboren am 26. Juni 1972 in Sherbrooke, Québec; bürgerlich Pierre Garand) ist ein kanadischer Sänger.

## Biografie
Bereits mit fünf Jahren erlernte Garand das Klavierspiel. In der école secondaire (Sekundarstufe I) spielte er Gitarre in der Schülerband Windows & Doors. Anfang der 1990er Jahre trat er als Trompeter in das Musikcorps der kanadischen Armee ein. Nach dem Militärdienst schlug er sich mit verschiedenen Arbeiten durch und trat nebenbei in Bars auf. Dabei gründete er Mitte der 1990er Jahre die Band The Untouchables. 1997 war Luc Plamondon in einer Show, in der Garand auftrat, und lud ihn zum Vorsingen in Paris ein, um den Quasimodo im Musical Notre-Dame de Paris zu besetzen. Die Premiere mit Garand war 1998 im Pariser Palais des congrès de Paris; der Soundtrack (u. a. mit Daniel Lavoie) stand 17, die ausgekoppelte Single Belle 60 Wochen in den französischen Charts, davon 18 Wochen auf Platz eins.
Im Jahr 2000 erschien Garous erstes Album, Seul, und ein Jahr später das Live-Album Seul ... avec vous. 2003 erschien sein Album Reviens. Im Jahr 2000 nahm er Sous le vent, ein Duett mit Céline Dion, auf, das in Frankreich und der Schweiz ein Hit wurde. 2004 nahm er mit Michel Sardou La rivière de notre enfance auf. Auch dieses Duett war erfolgreich. 2008 erschien das erste englischsprachige Album Garous. Die erste Single daraus war Stand up, ein von Rob Thomas geschriebener Song. Die CD enthielt auch eine Coverversion des Melanie-C-Hits First Day of My Life.

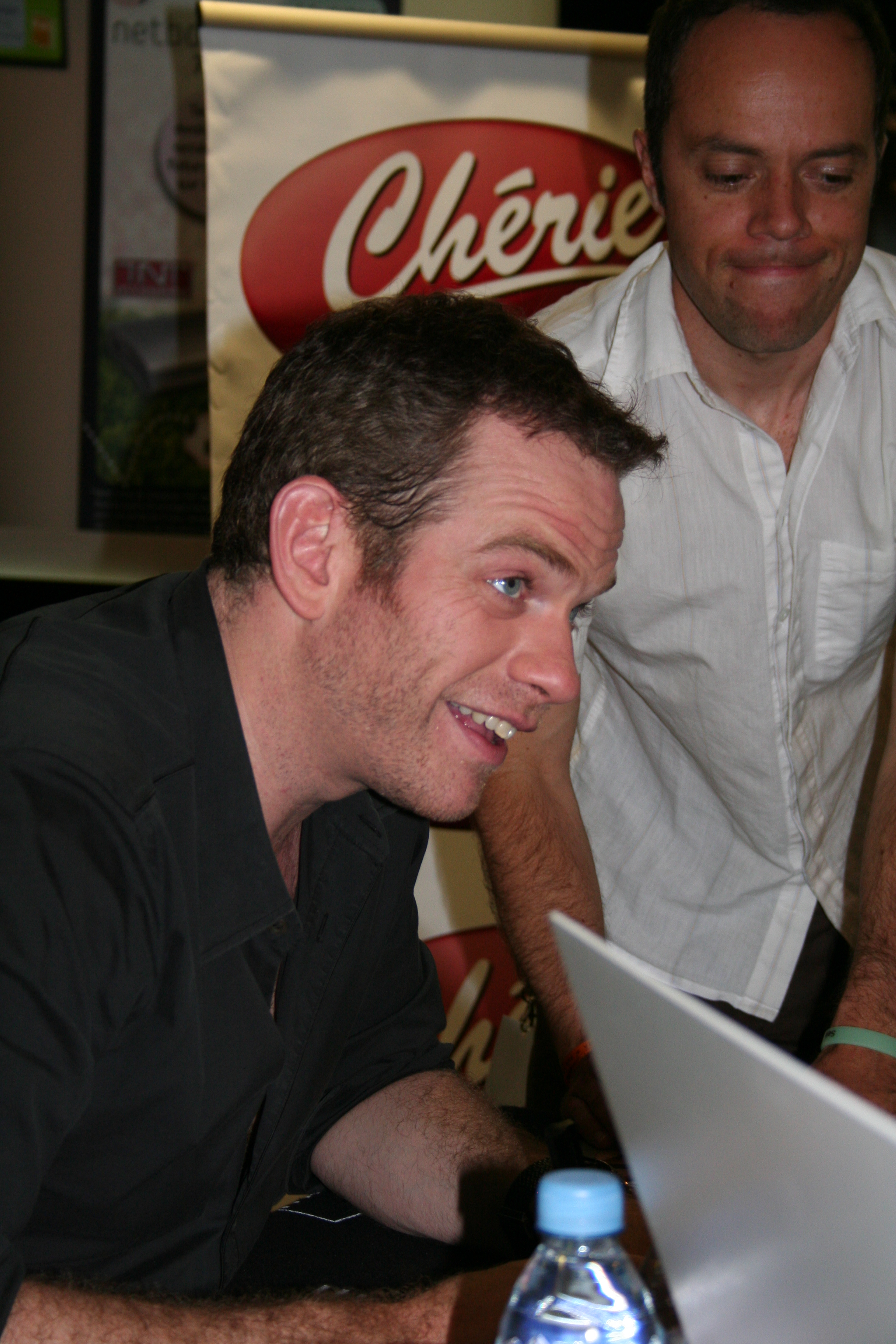
Garou (2006)

Garou nimmt regelmäßig an dem jährlichen Wohltätigkeitskonzert von Les Enfoirés, einem der größten Medienereignisse in der französischsprachigen Welt, teil.
Von 2007 bis 2010 war Garou mit der französischen Sängerin und Schauspielerin Lorie liiert.

## Diskografie

### Studioalben
| Jahr | Titel                 | Höchstplatzierung, Gesamtwochen, AuszeichnungChartplatzierungen (Jahr, Titel, Platzierungen, Wochen, Auszeichnungen, Anmerkungen) | Höchstplatzierung, Gesamtwochen, AuszeichnungChartplatzierungen (Jahr, Titel, Platzierungen, Wochen, Auszeichnungen, Anmerkungen) | Höchstplatzierung, Gesamtwochen, AuszeichnungChartplatzierungen (Jahr, Titel, Platzierungen, Wochen, Auszeichnungen, Anmerkungen) | Höchstplatzierung, Gesamtwochen, AuszeichnungChartplatzierungen (Jahr, Titel, Platzierungen, Wochen, Auszeichnungen, Anmerkungen) | Anmerkungen                              |
| Jahr | Titel                 | FR | BEW | CH | CA | Anmerkungen                              |
| ---- | --------------------- | --- | --- | --- | --- | ---------------------------------------- |
| 2000 | Seul                  | FR1 Diamant · (106 Wo.)FR | BEW1 ×2Doppelplatin · (102 Wo.)BEW                                                                                                | CH9 ×2Doppelplatin · (87 Wo.)CH                                                                                                   | CA2 ×3Dreifachplatin · (7 Wo.)CA                                                                                                  | Erstveröffentlichung: 8. November 2000   |
| 2003 | Reviens               | FR3 ×2Doppelplatin · (93 Wo.)FR                                                                                                   | BEW1 Gold · (77 Wo.)BEW | CH5 Platin · (18 Wo.)CH | — | Erstveröffentlichung: 10. Mai 2003       |
| 2006 | Garou                 | FR1 Platin · (54 Wo.)FR | BEW1 (39 Wo.)BEW | CH5 Gold · (17 Wo.)CH | CA6 (1 Wo.)CA | Erstveröffentlichung: 3. Juli 2006       |
| 2008 | Piece of My Soul      | FR3 (23 Wo.)FR | BEW3 (26 Wo.)BEW | CH8 (10 Wo.)CH | CA2 Gold · (4 Wo.)CA | Erstveröffentlichung: 6. Mai 2008        |
| 2009 | Gentleman Cambrioleur | FR35 Gold · (18 Wo.)FR | BEW15 (19 Wo.)BEW | CH30 (6 Wo.)CH | — | Erstveröffentlichung: 4. Dezember 2009   |
| 2010 | Version intégrale     | FR33 (8 Wo.)FR | BEW24 (13 Wo.)BEW | CH36 (7 Wo.)CH | — | Erstveröffentlichung: 29. November 2010  |
| 2012 | Rhythm and Blues      | FR2 ×2Doppelplatin · (51 Wo.)FR                                                                                                   | BEW2 (32 Wo.)BEW | CH18 (21 Wo.)CH | — | Erstveröffentlichung: 24. September 2012 |
| 2013 | Au milieu de ma vie   | FR5 Platin · (42 Wo.)FR | BEW2 (48 Wo.)BEW | CH11 (18 Wo.)CH | — | Erstveröffentlichung: 18. November 2013  |
| 2014 | It’s Magic!           | FR12 Platin · (12 Wo.)FR | BEW3 (18 Wo.)BEW | CH22 (5 Wo.)CH | — | Erstveröffentlichung: 24. November 2014  |
| 2019 | Soul City             | FR8 Gold · (35 Wo.)FR | BEW2 (17 Wo.)BEW | CH8 (6 Wo.)CH | CA27 (3 Wo.)CA | Erstveröffentlichung: 29. November 2019  |
| 2022 | Garou joue Dassin     | FR15 (13 Wo.)FR | BEW3 (24 Wo.)BEW | CH24 (6 Wo.)CH | — | Erstveröffentlichung: 4. November 2022   |
| 2025 | Un meilleur lendemain | FR27 (… Wo.)FR | BEW3 (… Wo.)BEW | CH34 (1 Wo.)CH | — | Erstveröffentlichung: 9. Mai 2025        |

### Livealben
| Jahr | Titel             | Höchstplatzierung, Gesamtwochen, AuszeichnungChartplatzierungen (Jahr, Titel, Platzierungen, Wochen, Auszeichnungen, Anmerkungen) | Höchstplatzierung, Gesamtwochen, AuszeichnungChartplatzierungen (Jahr, Titel, Platzierungen, Wochen, Auszeichnungen, Anmerkungen) | Höchstplatzierung, Gesamtwochen, AuszeichnungChartplatzierungen (Jahr, Titel, Platzierungen, Wochen, Auszeichnungen, Anmerkungen) | Höchstplatzierung, Gesamtwochen, AuszeichnungChartplatzierungen (Jahr, Titel, Platzierungen, Wochen, Auszeichnungen, Anmerkungen) | Anmerkungen                            |
| Jahr | Titel             | FR | BEW | CH | CA | Anmerkungen                            |
| ---- | ----------------- | --- | --- | --- | --- | -------------------------------------- |
| 2001 | Seul... avec vous | FR3 Platin · (49 Wo.)FR | BEW5 Platin · (35 Wo.)BEW | CH29 Gold · (29 Wo.)CH | CA— GoldCA | Erstveröffentlichung: 6. November 2001 |

### Kompilationen
| Jahr | Titel                    | Höchstplatzierung, Gesamtwochen, AuszeichnungChartplatzierungen (Jahr, Titel, Platzierungen, Wochen, Auszeichnungen, Anmerkungen) | Höchstplatzierung, Gesamtwochen, AuszeichnungChartplatzierungen (Jahr, Titel, Platzierungen, Wochen, Auszeichnungen, Anmerkungen) | Höchstplatzierung, Gesamtwochen, AuszeichnungChartplatzierungen (Jahr, Titel, Platzierungen, Wochen, Auszeichnungen, Anmerkungen) | Höchstplatzierung, Gesamtwochen, AuszeichnungChartplatzierungen (Jahr, Titel, Platzierungen, Wochen, Auszeichnungen, Anmerkungen) | Anmerkungen                                         |
| Jahr | Titel                    | FR | BEW | CH | CA | Anmerkungen                                         |
| ---- | ------------------------ | --- | --- | --- | --- | --------------------------------------------------- |
| 2004 | Seul / Seul... avec vous | FR156 (2 Wo.)FR | — | — | — |                                                     |
| 2014 | Le meilleur              | FR34 (10 Wo.)FR | BEW12 (44 Wo.)BEW | — | — | Erstveröffentlichung: 10. November 2014 Kompilation |

### Singles
| Jahr | Titel Album                                  | Höchstplatzierung, Gesamtwochen, AuszeichnungChartplatzierungen (Jahr, Titel, Album, Platzierungen, Wochen, Auszeichnungen, Anmerkungen) | Höchstplatzierung, Gesamtwochen, AuszeichnungChartplatzierungen (Jahr, Titel, Album, Platzierungen, Wochen, Auszeichnungen, Anmerkungen) | Höchstplatzierung, Gesamtwochen, AuszeichnungChartplatzierungen (Jahr, Titel, Album, Platzierungen, Wochen, Auszeichnungen, Anmerkungen) | Höchstplatzierung, Gesamtwochen, AuszeichnungChartplatzierungen (Jahr, Titel, Album, Platzierungen, Wochen, Auszeichnungen, Anmerkungen) | Anmerkungen                                               |
| Jahr | Titel Album                                  | FR | BEW | CH | CA | Anmerkungen                                               |
| --- | -------------------------------------------- | --- | --- | --- | --- | --------------------------------------------------------- |
| 1998 | Belle –                                      | FR1 Diamant · (60 Wo.)FR | BEW1 ×3Dreifachplatin · (44 Wo.)BEW | — | — | mit Daniel Lavoie & Patrick Fiori                         |
| 1999 | Dieu que le monde est injuste –              | FR56 (9 Wo.)FR | — | — | — |                                                           |
| 2000 | Seul                                         | FR1 Diamant · (25 Wo.)FR | BEW1 ×2Doppelplatin · (25 Wo.)BEW | CH10 (26 Wo.)CH | — | Erstveröffentlichung: Oktober 2000                        |
| 2001 | Je n’attendais que vous Seul                 | FR34 (19 Wo.)FR | BEW20 (11 Wo.)BEW | — | — | Erstveröffentlichung: April 2001                          |
| 2001 | Sous le vent Seul                            | FR1 Diamant · (18 Wo.)FR | BEW1 Platin · (29 Wo.)BEW | CH2 Platin · (37 Wo.)CH | — | Erstveröffentlichung: 29. Oktober 2001 mit Céline Dion    |
| 2002 | Le monde est stone Seul... avec vous         | FR27 (11 Wo.)FR | BEW20 (7 Wo.)BEW | — | — | Erstveröffentlichung: April 2002                          |
| 2003 | Reviens (où te caches-tu?) Reviens           | FR9 Gold · (21 Wo.)FR | BEW10 (11 Wo.)BEW | CH23 (15 Wo.)CH | — | Erstveröffentlichung: Dezember 2003                       |
| 2004 | La rivière de notre enfance Reviens          | FR1 Gold · (26 Wo.)FR | BEW1 (19 Wo.)BEW | CH14 (25 Wo.)CH | — | Erstveröffentlichung: 14. November 2004 mit Michel Sardou |
| 2005 | Tu es comme ça –                             | FR10 Silber · (26 Wo.)FR | BEW4 (20 Wo.)BEW | CH23 (25 Wo.)CH | — | mit Marilou                                               |
| 2006 | L’injustice Garou                            | FR11 (21 Wo.)FR | BEW17 (10 Wo.)BEW | CH44 (9 Wo.)CH | — |                                                           |
| 2008 | Stand Up Piece of My Soul                    | — | — | — | CA68 (2 Wo.)CA |                                                           |
| 2008 | Heaven’s Table Piece of My Soul              | — | — | — | CA96 (3 Wo.)CA |                                                           |
| 2012 | Le jour se lève... Rhythm and Blues          | FR115 (4 Wo.)FR | — | — | — | Erstveröffentlichung: 11. Juni 2012                       |
| 2013 | Avancer Au milieu de ma vie                  | FR57 (9 Wo.)FR | BEW31 (5 Wo.)BEW | CH73 (1 Wo.)CH | — | Erstveröffentlichung: 13. September 2013                  |
| 2014 | Petit garçon It’s Magic                      | FR3 (6 Wo.)FR | — | — | — | feat. Ryan                                                |
| Folgende Lieder erschienen nicht als Single, wurden aber durch das Album zum Download und Streaming bereitgestellt und konnten somit eine Platzierung erlangen: |                                              | | | | |                                                           |
| |                                              | | | | |                                                           |
| 2013 | La belle et la bête We Love Disney (Sampler) | FR177 (1 Wo.)FR | — | — | — | mit Camille Lou                                           |
| 2014 | Du vent, des mots Au milieu de ma vie        | FR131 (6 Wo.)FR | — | — | — | feat. Charlotte Cardin                                    |

## Auszeichnungen für Musikverkäufe
| Goldene Schallplatte - Polen - 2003: für das Album Reviens - 2004: für das Videoalbum Live At Bercy - 2008: für das Album Piece of My Soul - Russland - 2006: für das Album Garou Platin-Schallplatte - Polen - 2002: für das Album Seul - Russland - 2008: für das Album Piece of My Soul | 2× Platin-Schallplatte - Europa - 2002: für das Album Seul 3× Platin-Schallplatte - Frankreich - 2005: für das Videoalbum Routes Diamantene Schallplatte - Frankreich - 2003: für das Videoalbum Live A Bercy |

Anmerkung: Auszeichnungen in Ländern aus den Charttabellen bzw. Chartboxen sind in ebendiesen zu finden.
| Land/RegionAuszeichnungen für Musikverkäufe (Land/Region, Auszeichnungen, Verkäufe, Quellen) | Silber  | Gold       | Platin       | Diamant     | Verkäufe    | Quellen                                                   |
| -------------------------------------------------------------------------------------------- | ------- | ---------- | ------------ | ----------- | ----------- | --------------------------------------------------------- |
| Belgien (BRMA)                                                                               | —       | Gold1      | 9× Platin9   | —           | 475.000     | ultratop.be                                               |
| Europa (IFPI)                                                                                | —       | —          | 2× Platin2   | —           | (2.000.000) | ifpi.org (Memento vom 1. Januar 2014 im Internet Archive) |
| Frankreich (SNEP)                                                                            | Silber1 | 4× Gold4   | 11× Platin11 | 5× Diamant5 | 5.735.000   | infodisc.fr snepmusique.com                               |
| Kanada (MC)                                                                                  | —       | 2× Gold2   | 3× Platin3   | —           | 400.000     | musiccanada.com                                           |
| Polen (ZPAV)                                                                                 | —       | 3× Gold3   | Platin1      | —           | 120.000     | olis.pl                                                   |
| Russland (NFPF)                                                                              | —       | Gold1      | Platin1      | —           | 30.000      | 2m-online.ru                                              |
| Schweiz (IFPI)                                                                               | —       | 2× Gold2   | 4× Platin4   | —           | 195.000     | hitparade.ch                                              |
| Insgesamt                                                                                    | Silber1 | 13× Gold13 | 31× Platin31 | 5× Diamant5 |             |                                                           |

## Trivia
Garand spielte auf Einladung von Guy Laliberté im Oktober 2016 in Monte-Carlo das Big One for One Drop, das zu diesem Zeitpunkt mit einem Buy-in von einer Million Euro teuerste Pokerturnier der Welt.